# Tábor smůly
Tábor smůly (podtitul Skautské taškařice) je sbírka skautských humoristických povídek pro mládež, které napsal Jaroslav Foglar. Převážná většina obsažených povídek byla vydána v letech 1927–1937 v časopise Skaut-Junák. Jejich soubornou edici nechal pod názvem Tábor smůly Foglar vydat roku 1938 jako v pořadí svoji čtvrtou knihu.

## Popis
Jde o soubor 26 povídek (rozdělených do 35 kapitol), volně provázaných zábavných historek ze života skautského oddílu během celého roku, včetně letního tábora, které jsou doplněny o autorovy zážitky z dětského pobytu ve Švýcarsku (7 kapitol). Příběhy jsou vyprávěny v ich-formě z pohledu skautského vedoucího, tedy samotného Jestřába (Foglarovo skautské jméno).
A vy, které potkalo to velké neštěstí, že jste nikdy neskautovali, představte si náš skautský oddíl jako celek, kde dospělý vůdce pracuje po celý rok s třiceti hochy skauty v kamarádském ovzduší, a pak porozumíte příhodám z Tábora smůly. 
Jaroslav Foglar

## Vznik a vydávání
Jaroslav Foglar vydal svoji první povídku v roce 1923 v časopise Skaut-Junák a do zákazu skautingu nacisty na podzim 1940 jich v tomto periodiku zveřejnil 34. Po úspěchu svých prvních románů (Hoši od Bobří řeky, Boj o první místo a Přístav volá) sestavil roku 1938 z těchto krátkých próz svoji čtvrtou knihu. Z povídek ze Skauta-Junáka vybral celkem 23 příběhů, které vytvořily základ povídkové sbírky. Nejdelší a nejstarší z povídek, „Dům hrůzy“ (tu Foglar využil i v roce 1939 pro komiksové příběhy Rychlých šípů), byla rozčleněna do devíti kapitol, takže měl k dispozici 30 kapitol. K nim přidal jednu povídku ze Slovíčka, dětské nedělní přílohy deníku České slovo, a vyprávění o svém dětském pobytu ve Švýcarsku, které také původně vyšlo ve Slovíčku a které rozdělil do sedmi kapitol. Sbírku doplnil čtyřmi novými povídkami a úvodem. Kniha se 42 kapitolami získala název Tábor smůly podle stejnojmenného tábora, který Foglar se svým druhým oddílem uspořádal roku 1930. Sbírka povídek vyšla poprvé na podzim 1938 v nakladatelství Jan Kobes. Reklamní heslo prvního vydání znělo: „Výstraha! Škodí-li smích vašemu zdraví – nečtěte Tábor smůly!“
Některé jednotlivé povídky vyšly v roce 1968 v časopise ABC mladých techniků a přírodovědců, roku 1970 v číslech 27 až 34 časopisu Junák a v letech 1990–1991 opět v časopise Junák. V letech 1984–1985 vyšel celý Tábor smůly na pokračování v malonákladovém olomouckém samizdatovém oddílovém časopise TTT.

### Knižní česká vydání
Přehled knižních vydání v češtině:
- 1938 – 1. vydání, nakladatelství Jan Kobes, ilustrace K. T. Neumann
- 1940 – 2. vydání, nakladatelství Jan Kobes, ilustrace K. T. Neumann
- 1941 – dotisk 2. vydání, nakladatelství Jan Kobes, ilustrace K. T. Neumann
- 1990 – 3. vydání, nakladatelství Novinář, ISBN 80-7077-420-7
- 1994 – 4. vydání, nakladatelství Olympia, ilustrace K. T. Neumann, obálka Marko Čermák, ISBN 80-7033-315-4 (edice Sebrané spisy, sv. 11)
- 1996 – 5. vydání, nakladatelství Olympia, ilustrace K. T. Neumann, obálka Marko Čermák, ISBN 80-7033-419-3 (edice Sebrané spisy, sv. 11)
- 1998 – 6. vydání, nakladatelství Olympia, ilustrace K. T. Neumann, obálka Marko Čermák, ISBN 80-7033-521-1 (edice Sebrané spisy, sv. 11)
- 2000 – dotisk 6. vydání, nakladatelství Olympia, ilustrace K. T. Neumann, obálka Marko Čermák, ISBN 80-7033-521-1 (edice Sebrané spisy, sv. 11)
- 2007 – 7. vydání, nakladatelství Olympia, ilustrace K. T. Neumann, obálka Marko Čermák, ISBN 978-80-7376-026-7 (edice Sebrané spisy, sv. 11)

## Adaptace
V roce 1999 vyšla pro Knihovnu a tiskárnu pro nevidomé K. E. Macana audiokniha, kterou načetl Jiří Kadlec.